# Lucky Luke (tv-serie)
 For alternative betydninger, se Lucky Luke (flertydig). (Se også artikler, som begynder med Lucky Luke)
Lucky Luke (også kendt som The Adventures of Lucky Luke) er en italiensk humoristisk western tv-serie fra 1992 baseret på den belgiske tegneserie Lucky Luke, der blev skabt af Morris. Titelrollen som Lucky Luke spilles af Terence Hill, der i 1991 instruerede og producerede en spillefilm med samme titel. Tv-serien er en fortsættelse af filmen og består af 8 afsnit på 50 minutter hver.
Seriens introsang er "Lucky Luke rides again" sunget af Roger Miller, mens hovedtemaet er "The lonesomest cowboy in the West" sunget af Arlo Guthrie.

## Medvirkende
- Terence Hill - Lucky Luke
- Nancy Morgan - Lotta Legs
- Fritz Sperberg - Averell Dalton
- Dominic Barto - William Dalton
- Bo Gray - Jack Dalton
- Ron Carey - Joe Dalton
- Roger Matter og Roger Miller - Jolly Jumper (stemme)

## Afsnit
Forud for tv-serien var i 1991 gået spillefilmen Lucky Luke, der var baseret på tegnefilmen Lucky Luke i Daisy Town fra 1971 og tegneseriealbummet Det 20. kavaleri (Le vingtième de cavalerie) fra 1964. I filmen bliver en nybyggerby plaget af forbrydere, som helten Lucky Luke imidlertid får sat en stopper for. Dalton-brødrene viser sig imidlertid at volde flere problemer, og da de endelig bliver jaget væk, svarer de igen med at starte en indianerkrig.
Nogle af tv-seriens afsnit er løst baseret på forskellige af de oprindelige tegneseriealbum, f.eks. La mamma dei Dalton, der er baseret på albummet Ma Dalton fra 1971. I de fleste tilfælde er der dog tale om originale historier.
| # | Italiensk titel Engelsk titel                                      | Første sendedag |
| --- | ------------------------------------------------------------------ | --------------- |
| 1 | "Una notte di mezza estate a Daisy Town" "Midsummer in Daisy Town" | 20. marts 1992  |
| I forbindelse med et rehabiliteringsprogram opfører Dalton-brødrene uddrag af Shahespeare-stykker. En omrejsende sigøjners kærlighedsdrik forvandler imidlertid Daisy Town til stedet for en ganske anden Shakespeare-komedie. |                                                                    |                 |
| 2 | "La mamma dei Dalton" "Ma Dalton"                                  | 27. marts 1992  |
| Lucky Luke lærer Dalton-brødrenes mor Ma Dalton at kende under en af hendes "indkøb". Men da hun bagefter fortæller sine sønner om det, vil Joe ikke længere blive i deres celle...                                            |                                                                    |                 |
| 3 | "Il treno fantasma" "Ghost Train"                                  | 10. april 1992  |
| Der lader til at spøge ved et tidligere ulykkessted. Lucky Luke får lokket en tilståelse ud af den skruppelløse bankmand, der forårsagede ulykken.                                                                             |                                                                    |                 |
| 4 | "Chi è Mr. Josephs?" "Who is Mr. Josephs"                          | 3. april 1992   |
| Joe Dalton forsøger at udnytte en strid mellem nybyggere og kvægavlere om land til at sælge sprængstof. |                                                                    |                 |
| 5 | "Caffè olè" "Cafe Ole"                                             | 10. april 1992  |
| En tyv er skyld i, at Daisy Town løber tør for kaffe. Heldigvis kan Lucky Luke, der har byttet rolle med Lotta Legs, få fat på ham.                                                                                            |                                                                    |                 |
| 6 | "Pesce d'aprile" "Nobody's Fool"                                   | 17. april 1992  |
| Den russiske zars søn vil have Lucky Luke og Lotta Legs til at lære ham det vilde cowboyliv. Men det udvikler sig til farlig alvor...                                                                                          |                                                                    |                 |
| 7 | "Magia indiana" "Grand Delusion"                                   | 24. april 1992  |
| Lucky Luke blive bidt af en slange. Hans fravær bliver udnyttet af Dalton-brødrene... |                                                                    |                 |
| 8 | "Le fidanzate de Lucky Luke" "Lucky's Fiancee"                     | 22. maj 1992    |
| Hjælp er på vej fra Daisy Town til en nybyggerby med mangel på kvinder. Tilfældigvis er en farlig forbryder samtidig stukket af fra fængslet.                                                                                  |                                                                    |                 |